# Château de Couzières
Le château de Couzières est un château situé sur la commune française de Veigné, dans le département d'Indre-et-Loire.
Plusieurs parties du château et de ses dépendances sont inscrites au titre des monuments historiques en 1950.

## Localisation
Le château de Couzières est construit sur le rebord du coteau (altitude 77 m) dominant la rive droite de l'Indre, au niveau du méandre dans la concavité duquel est édifié le chef-lieu communal de Veigné.

## Historique
Une forteresse médiévale appelée « Château Neuf » est construite sous Charles VII.
Au début du XVIIe siècle, Hercule de Rohan-Montbazon fait reconstruire le château de Couzières, ne conservant que les deux tours qui encadrent le corps de logis principal et y greffant un pavillon qui abrite une chapelle.
L'édifice est très remanié au siècle suivant, puis à l'époque contemporaine.
Le 5 septembre 1619, grâce à la médiation du futur cardinal de Richelieu et du duc de Luynes, Marie de Médicis et son fils Louis XIII se rencontrent au château de Couzières pour tenter de se réconcilier. Ils y séjournent 14 jours. Cette entrevue n'a pas de résultats positifs à long terme, même si le séjour du roi et de sa mère à Couzières semble s'être déroulé dans un climat de réelle détente. Marie de Rohan, duchesse de Chevreuse, fille d'Hercule de Rohan-Montbazon, a séjourné à Couzières à de nombreuses reprises, notamment lorsqu'elle fut condamnée à s'éloigner de la Cour après avoir conspiré contre Richelieu, puis Mazarin. C'est à Couzières que meurt Hercule de Rohan le 17 octobre 1654.
Le château, ses dépendances bâties et ses terres sont vendus comme biens d'émigrés le 2 juillet 1796.
Plusieurs éléments de l'architecture et du décor du château et de ses dépendances sont inscrits au titre des monuments historiques en 1950.

## Architecture et décor
La façade principale, orientée à l'est-sud-est, comporte un étage et un comble ; elle est encadrée par deux tours à toiture conique. Les percements des baies ont été repris au XVIIe siècle. La porte, centrée dans le corps de logis, est surmontée d'un fronton lui-même coiffé d'une niche pour une statuette. Le comble est éclairé d'une série de lucarnes. Un petit pavillon en retour d'angle par rapport au logis principal s'appuie sur le tour sud. 
Dans la cour d'honneur, un bassin portant les armes de François Ier, de son épouse Claude de France et de sa mère Louise de Savoie et une colonne (vestiges d'une fontaine) témoignent d'une construction du premier quart du XVIe siècle.
Adossé au coteau, un long bâtiment à haute charpente en carène de navire, parallèle au logis principal, fait office de communs. Jusqu'en 1812, il était relié au logis principal par une aile détruite nord à cette date
Dans le parc du château se trouvent les exsurgences de plusieurs sources drainant les eaux des cavités karstiques du plateau. L'une d'elles est aménagée en grotte Renaissance.